# Пироболт

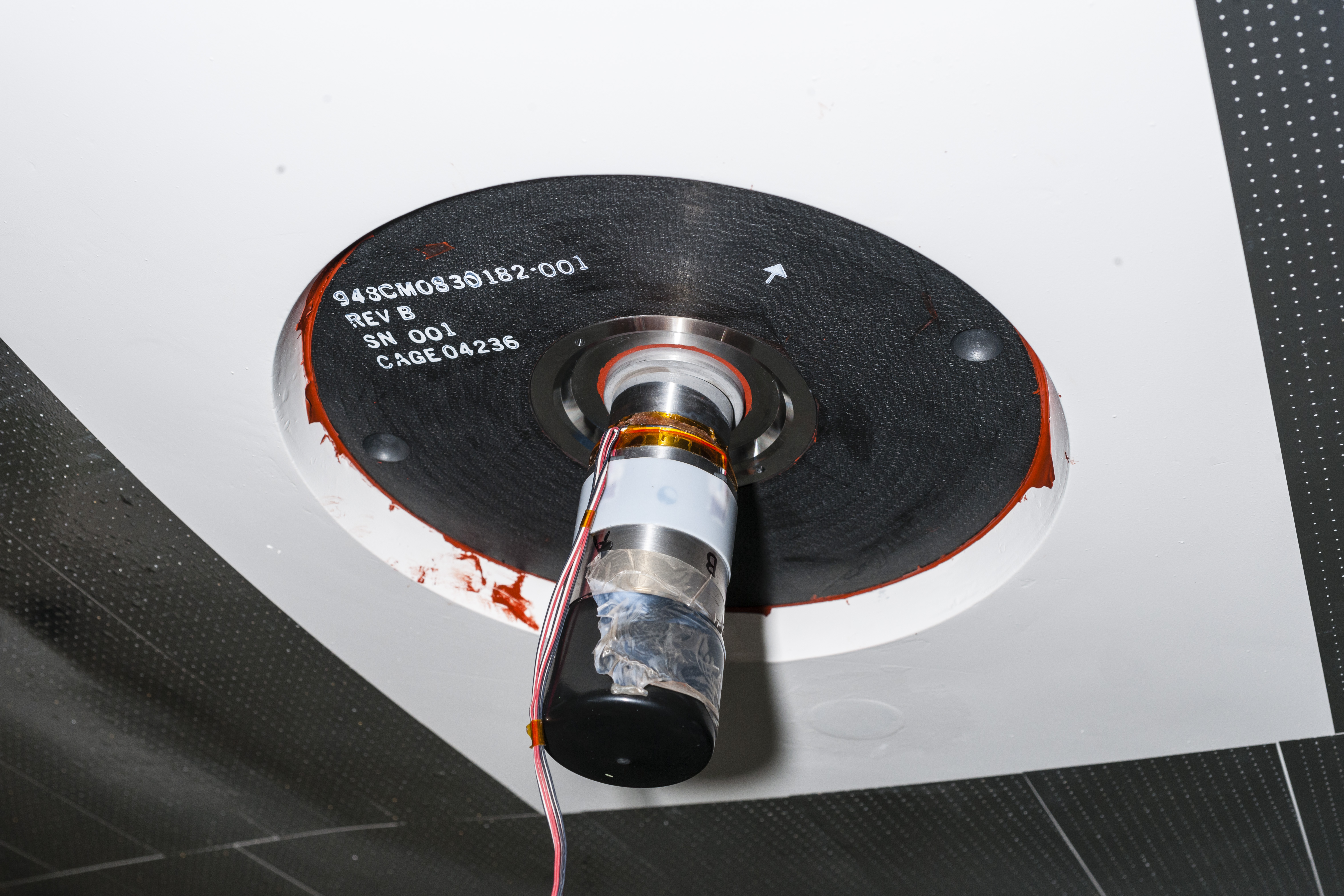
Пироболт на космическом корабле "Орион".

Пироболт (разрывной болт) — пиротехнический энергодатчик в виде корпуса с запрессованным пиротехническим составом и пиротехническим воспламенителем. Предназначен для соединения и последующего автоматического и необратимого разъединения (отстрела) различных узлов. Разъединение происходит путем расплавления паяных швов.
По классификации ГРАУ получают индекс с префиксом 9Х… — заряды твердотопливных ракетных двигателей, трассёров, разрывные заряды.

## Материалы
В пироболтах могут использоваться различные пиротехнические материалы, в зависимости от желаемых скорости горения, тепловой энергии и объёма выделяемого газа. Некоторые материалы, такие как RDX, возгоняются в вакууме, что ограничивает их использование в аэрокосмической области.

### Основные пиротехнические смеси, используемыеNASA
- марганец / хромокислый барий / хромат свинца: смесь с задержкой, подходит для последовательных возгораний. При горении газ не выделяется.
- RDX / нитроцеллюлоза: выделяет газ, не подходит для применения в космосе, скорость горения зависит от давления.
- Карбид бора / азотнокислый калий: выделяет газ, используется как ракетно-двигательный воспламенитель, термически устойчив, стабилен в вакууме, скорость горения зависит от давления.
- Цирконий / перхлорат калия: стандартный инициатор (англ. NASA standard initiator или NSI). Резко повышает давление, образовывает мало газа, выделяет горячие частицы, термически устойчив, стабилен в вакууме, длительный срок хранения. Чувствителен к статическому электричеству.
- Азид свинца: используется в детонаторах. Чувствителен к ударам, тряске и статическому электричеству. Термически устойчив, стабилен в вакууме, если для десенсибилизации используется не декстрин. Длительное время хранения.
- Гексанитростильбен: используется в детонаторах, линейных кумулятивных зарядах и для объёмных взрывов. Нечувствителен к внешнему воздействию, за исключением взрыва. Термически устойчив. Стабилен в вакууме. Скорость детонации — 6700 м/с.

## Применение
Применяется преимущественно в аэрокосмической технике, например, для отстрела обтекателей космических ракет, разделения ступеней ракет и блоков космических аппаратов на орбите, и т. д. Иногда, в целях повышения надёжности, может иметь не один, а два электрических детонатора внутри.